# Papaloapan
Papaloapan är en ort i Mexiko.   Den ligger i kommunen Eloxochitlán och delstaten Puebla, i den sydöstra delen av landet, 250 km öster om huvudstaden Mexico City. Papaloapan ligger 1 178 meter över havet och antalet invånare är 647.
Terrängen runt Papaloapan är huvudsakligen bergig, men den allra närmaste omgivningen är kuperad. Terrängen runt Papaloapan sluttar österut. Runt Papaloapan är det ganska tätbefolkat, med 100 invånare per kvadratkilometer. Närmaste större samhälle är Tecpantzacoalco, 12,8 km sydväst om Papaloapan. I omgivningarna runt Papaloapan växer huvudsakligen savannskog.